# Sidymella obscura
Sidymella obscura là một loài nhện trong họ Thomisidae.
Loài này thuộc chi Sidymella. Sidymella obscura được Cândido Firmino de Mello-Leitão miêu tả năm 1929.